# كانغ دونغ-غو
كانغ دونغ-غو (هانغل: 강동구) هو لاعب كرة قدم كوري جنوبي في مركز الدفاع، ولد في 4 أغسطس 1983 في كوريا الجنوبية. لعب مع جيجو يونايتد.

## وصلات خارجية
- كانغ دونغ-غو على موقع دوري كوريا الجنوبية (الإنجليزية)
- كانغ دونغ-غو على موقع قاعدة بيانات كرة القدم.إي يو (الإنجليزية)